# Notts County
Notts County Football Club este un club profesionist de fotbal, cu sediul în Nottingham, Anglia care evoluează în Football League Two. Clubul din Nottingham, cunoscut sub porecla "The Magpies" (coțofenele), este cel mai vechi club din lume care evoluează la nivel profesionist. De altfel clubul din Nottingham a fost membru fondator al Football League în anul 1888. Din sezonul 1888-89 și până în sezonul 2011-12 a susținut nu mai puțin de 4.664 de meciuri, mai multe decât oricare altă echipă din Anglia.

## Istoric
Clubul Notts County Football Club a fost fondat în anul 1862 înainte de existența a The Football Association și reprezintă pionierul fotbalului modern. 
La începuturi, Notts County F.C. a jucat pe Park Hollow, aflat în proximitatea Castelului Nottingham. Mai târziu, în 1883, Coțofenele s-au mutat Trent Bridge Cricket Ground.
În noiembrie 1872, fundașul Ernest Greenhalgh, a jucat pentru naționala Angliei împotriva Scoției, în primul meci internațional.

Gràfic de les posicions de la taula del comtat de Notts des de 1888-89 fins a l'actualitat.

## Stema și culorile
În jurul anul 1870 culorile Notts County F.C. maro și negru pentru ca în anii 1890 să adopte tricouri cu dungi albe și negre. 
Echipamentul clasic al marelui club italian Juventus F.C. Torino provine de la echipamentul Notts County F.C. Juventus F.C. a evoluat în tricouri cu dungi albe negre și albe, șorturi albe sau negre încă din anul 1903. Inițial, juventinii purtau tricouri roz și șorturi negre. Englezul John Savage, membru al echipei Juventus Torino avea un prieten, susținător al echipei Notts County F.C. Acesta a trimis către Torino tricouri negre și albe.
La 8 septembrie 2011, cu ocazia inaugurării Juventus Stadium, Juventus F.C. a invitat Notts County F.C pentru un meci amical, istoric. Meciul s-a încheiat la egalitate, 1-1, golurile fiind marcate de Luca Toni și Lee Hughes.
De asemenea, în 2012 Notts County F.C. a invitat pe Meadow Lane Juventus F.C. cu ocazia împlinirii a 150 de ani de existență.

## Palmares
- Cupa Angliei
  - Campioană: 1893-94

- Cupa Anglo-Scoțiană
  - Campioană: 1980-81

- Cupa Anglo-Italiană
  - Campioană: 1994-95

## Jucătorii emblematici
| - Daniel Allsopp - Jeff Astle - Radojko Avramović - Joe Bacuzzi - Les Bradd - Sol Campbell - David Calderhead - Steve Carter - Trevor Christie - Henry Cursham - Dixie Dean - Meindert Dijkstra - Mark Draper - Steve Finnan | - Hughie Gallacher - Eddie Gannon - Ernest Greenhalgh - Tony Hateley - Albert Iremonger - Tom Johnston - Tommy Johnson - Brian Kilcline - Tommy Lawton - Jason Lee - Jimmy Logan - Gordon Mair - Arthur Mann - Don Masson | - Iain McCulloch - Ian McParland - Gary McSwegan - David Needham - Martin O'Neill - Dennis Pearce - Jermaine Pennant - Jackie Sewell - Mordecai Sherwin - Craig Short - Phil Turner - Dave Watson - Nigel Worthington |

## Legături externe
- Notts County pe BBC Sport: Știri club – Rezultate recente – Meciuri următoare – Statistici club

- Notts County official website
- Notts County Supporters Trust